# Dunkle Braunzahnspitzmaus
Die Dunkle Braunzahnspitzmaus (Chodsigoa furva) ist ein in Südostasien verbreitetes Säugetier in der Familie der Spitzmäuse. Sie zählte längere Zeit als Unterart der Lowe-Spitzmaus (Chodsigoa parca).

## Merkmale
Mit einer Kopf-Rumpf-Länge von 69 bis 75 mm, einer Schwanzlänge von 84 bis 87 mm und mit 16 bis 18 mm langen Hinterfüßen ist die Art ein typischer Vertreter ihrer Gattung. Sie hat dunkelgraues Fell auf der Oberseite und unterseits ist nur leicht helleres Fell vorhanden. Gleichfalls sind Ober- und Unterseite des Schwanzes nur geringfügig farblich abweichend und eine Quaste an der Spitze fehlt. Auffällig ist eine schmale Stelle am Schnauzenteil des Schädels beim Übergang zu weiteren Bereichen des Schädels. Die Dunkle Braunzahnspitzmaus hat eine fast kugelförmige Hirnschale. Als nächster Verwandter wird die Smith-Spitzmaus (Chodsigoa smithii) vermutet.

## Verbreitung und Lebensweise
Vereinzelt wurden Exemplare der Art im Nordwesten der Provinz Yunnan in China sowie in angrenzenden Regionen Myanmars gefunden. Diese Spitzmaus bewohnt Bergländer in Regionen oberhalb von 2000 Meter Höhe. Die Fundstellen waren feuchte Plätze in hohlen umgefallenen Bäumen und Felsspalten im Umfeld von Wasserläufen. Es gibt keine Angaben zur Ernährung, zur zeitlichen Aktivität und zur Fortpflanzung.

## Gefährdung
Die Auswirkungen von Landschaftsveränderungen auf die Bestandsentwicklung sind nicht erforscht. In der Roten Liste gefährdeter Arten der IUCN wurde diese Art bis Sommer 2025 nicht gelistet.

## Referenzen
1. 1 2 3 4  
Don E. Wilson, Thomas E. Lacher Jr., Russell A. Mittermeier (Hrsg.): Handbook of the Mammals of the World. Volume 8 Insectivores, Sloths and Colugos. Lynx Edicions, 2018, S. 453 (englisch, Chodsigoa furva).
2. ↑  Don E. Wilson, DeeAnn M. Reeder (Hrsg.): Mammal Species of the World. A taxonomic and geographic Reference. 3. Auflage. 2 Bände. Johns Hopkins University Press, Baltimore MD 2005, ISBN 0-8018-8221-4 (englisch, Chodsigoa parca furva).
3. ↑  
Gelistete Arten der Gattung Chodsigoa in der Roten Liste gefährdeter Arten der IUCN.